# 제33회 세자르상
제33회 세자르상의 시상식에 관한 내용이다.

## 수상 및 후보

### 남우주연상
- 잠수종과 나비 - 마티유 아말릭 수상
- 목격자들 - 미셀 블랑
- 내 정원사와의 대화 - 장 피에르 다루생
- 스 퀴 헤스뜨 - 뱅상 랭동
- 프레드 아스테어의 친구 - 장 피에르 마리엘

### 여우주연상
- 라 비 앙 로즈 - 마리옹 꼬띠아르 수상
- 오데뜨 투르몽드 - 카트린 프로
- 안나 M. - 이자벨 까레
- 언 시크릿 - 세실 드 프랑스
- Daring - Marina Fois

### 남우조연상
- 목격자들 - 사미 부아질라 수상
- 몰리에르 - 파브리스 루치니
- 라 비 앙 로즈 - 파스칼 그레고리
- 함께 있을 수 있다면 - 로렝 스톡커
- 휴먼 퀘스천 - 미쉘 롱스달

### 여우조연상
- 언 시크릿 - 줄리 드빠르디유 수상
- 라 비 앙 로즈 - 실비 테스튀
- 언 시크릿 - 루디빈 사니에
- 프레드 아스테어의 친구 - 뷜 오지에
- 여배우들 - 노에미 르보브스키

### 단편영화상
- 소매치기의 모짜르트 - 필립페 폴렛-빌라드 수상
- La Promenade - 마리나 드 반
- 최초의 여정 - 그레그와르 시반
- Deweneti - Dyana Gaye
- Rachel - Frederic Mermoud

### 다큐멘터리상
- 공포의 변호사 - 바벳 슈로더 수상
- Les Lip, I magination au pouvoir - Cristian Rouaud
- 첫번째 울음 - Gilles De Maistre
- 사랑의 동물 - 로랑 샤르보니에
- Retour En Normandie - 니콜라 필리베르

## 같이 보기
- 제80회 아카데미상
- 제61회 영국 아카데미 영화상
- 제20회 유럽 영화상